# Пешкова, Надежда Алексеевна
Надежда Алексеевна Пешкова (урождённая Введенская; по прозвищу «Тимоша»; 30 ноября 1901, Томск — 10 января 1971, Москва) — невестка писателя Максима Горького (ур. Алексея Максимовича Пешкова), жена его сына Максима Алексеевича Пешкова.

## Биография
31 мая 1956 года Анна Ахматова произнесла такие слова:

«Наше время даст изобилие заголовков для будущих трагедий. Я так и вижу одно женское имя аршинными буквами на афише.»

И Анна Андреевна пальцем крупно вывела в воздухе:

«Тимоша».

### Юность
Дочь известного томского врача-уролога, профессора Алексея Андреевича Введенского.
По желанию отца в возрасте 17 лет была отдана замуж за ординатора отца доктора Сергея Александровича Синицына.
Подруга дочери Шаляпина, с которой вместе училась в Вахтанговской студии.
О  происхождении Надежды Алексеевны рассказывала дочь Марфа: 

Их было восемь детей — мама предпоследняя. Когда ей исполнилось двенадцать лет, семья переехала в Москву [из Томска], поселилась на Патриарших прудах в двухэтажном доме — теперь на его месте стоит знаменитый дом со львами. На втором этаже тогда была квартира, на первом — отец лечил больных, а позднее и раненых, когда началась Первая мировая война. Трое из восьми детей тоже стали врачами и помогали отцу. Надежда училась во французской гимназии на Суворовском бульваре. Её мать умерла в 1918 году от «испанки» — отец остался с детьми. Моя мама тогда была на выданье. Отец заболел, считал, что у него рак, и спешил устроить свою красивую девочку. Был у него ординатор, влюблённый в Надежду, дарил цветы, конфеты. Отец настоял на замужестве. Венчались они в церкви в Брюсовском переулке. После свадьбы жених напился, невеста так испугалась, что выскочила из окна и убежала. На этом всё кончилось. Она сказала, что не может находиться с ним в одной комнате.

С Максимом Пешковым она встретилась ещё школьницей на катке, который был рядом с её домом. Когда Максим узнал, что она состоит в браке, но никогда не жила со своим мужем, то начал ухаживать за ней. Они встречались, но она отказывалась выходить замуж. Максим познакомил её с отцом [Горьким], она понравилась. В 1922 году он уговорил её съездить вместе с ним и Алексеем Максимовичем за границу.— 

### Брак с Максимом Пешковым

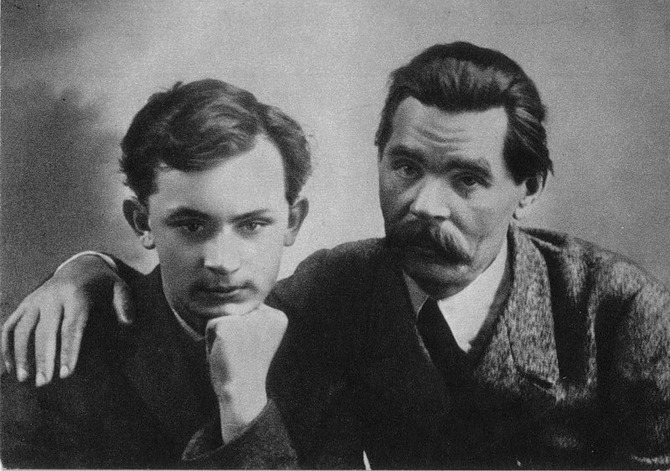
А. М. Горький с сыном Максимом Пешковым. Париж. 1912

В 1922 году Надежда уехала с Максимом к его отцу в Италию. Поженились они в Берлине.

Писать о Максиме — трудно. Он находится около своей жены, стараясь держаться как только можно ближе к ней — будто всё ещё не уверен в реальности своего брака и Тимошина бытия. Тимоша — славная штука, очень милая.
— Из письма Максима Горького, 1921 год, Берлин
Кроме того, А. М. Горький назвал её за молчаливый характер в одном из писем «красивым растением». Прозвище «Тимоша» она получила от свёкра. Ирина Гогуа рассказывает: «Она как-то вышла к столу подстриженная, с короткими волосами. Горький посмотрел и сказал: „Совсем как Тимоша“. С тех пор и пошло». Фаина Раневская уточняет: «В 1922 году Горький уехал со своим сыном и невесткой в Италию. Там очаровательная молодая Надежда Алексеевна, следившая за европейской модой, решила отрезать свою роскошную косу. На следующий день короткие волосы выбились из-под шляпы. Горький, увидев это, заметил, что раньше в России кучеров звали Тимофеями — их кудри торчали из-под шапок. Так и осталось за Надеждой Алексеевной это имя — Тимофей, Тимоша». По семейной версии, волосы ей отрезали после тяжёлой формы сыпного тифа.
О её личности Гогуа, крестница Енукидзе, отзывается не очень комплиментарно:
«Она была совершенно обворожительна. Екатерина Павловна говорила, что с ней по Италии просто нельзя было ходить. Она тогда красилась в блондинку, и итальянцы, завидев её, кричали: „О, блонда, о, блонда!“. Должна сказать, что она была не очень умна, но все тайны „мадридского двора“ она, конечно, унесла с собой».

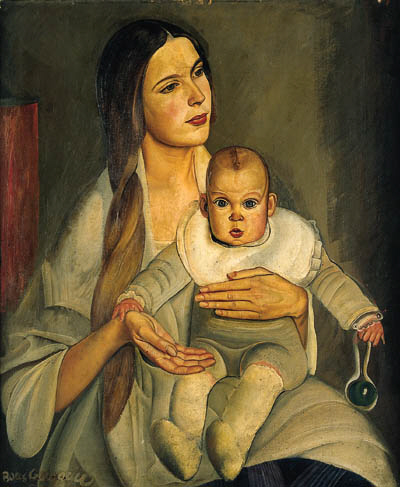
Портрет работы Бориса Григорьева

Семья, пожив в Германии, не получила визу, поэтому переехала в Чехословакию, откуда перебралась в Италию. В Италии она начала заниматься живописью.
От их брака родились в Италии дочери Марфа (1925—2021), в будущем — замужем за сыном Берии, и Дарья (1927—2023). Симпатия к ней свёкра вызывала слухи.

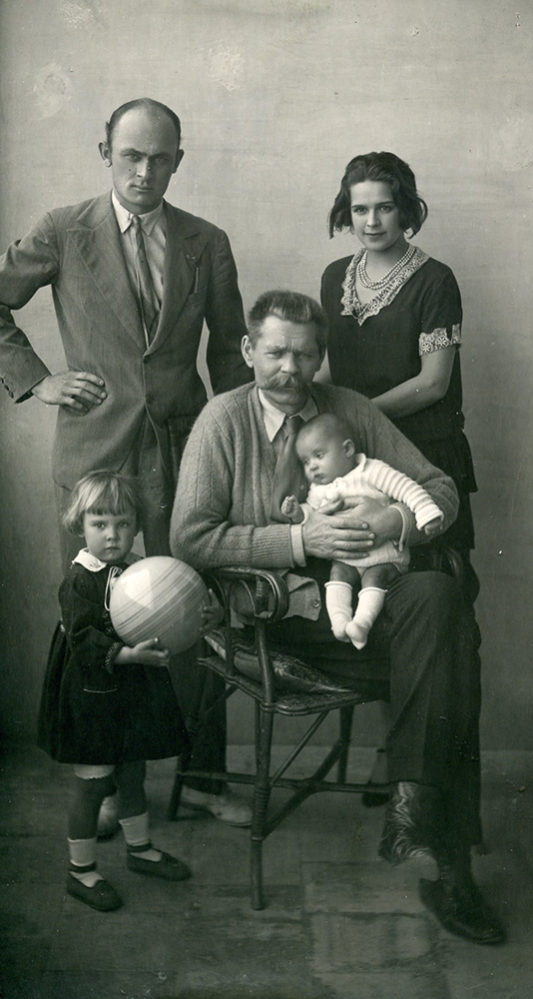
М. Горький, М. Пешков, Н. Пешкова, внучки Марфа и Дарья Пешковы, 1928 год

Е. И. Краснощёкова занималась изданием сочинений Всеволода Иванова в 1970-х годах: «Я включила в том один из рассказов Иванова. Новелла как новелла. Но вдруг я обнаружила, что об этом рассказе существует восторженный отзыв Горького. Тогда я спросила у вдовы — Тамары Владимировны Ивановой: „Отчего Горький пришёл в такой восторг? Это же не из лучших произведений вашего мужа?“. Она усмехнулась и сказала мне: „Тут всё дело в сюжете. Ведь это рассказ о деревенском снохаче… А Горький в то время был без ума влюблён в Тимошу…“».

Нина Берберова, в то время жена Ходасевича, в своей книге «Железная женщина», посвящённой Муре Будберг (подруге Горького), упоминает о ней в нескольких эпизодах, не высказывая оценок.
В «Архипелаге ГУЛаг» описывается прибытие Горького и его спутников на Соловки:
«Это было 20 июня 1929 года. Знаменитый писатель сошёл на пристань в Бухте Благоденствия. Рядом с ним была его невестка, вся в коже (чёрная кожаная фуражка, кожаная куртка, кожаные галифе и высокие узкие сапоги), живой символ ОГПУ плечо о плечо с русской литературой». Тимоша оставила нам своё воспоминание о поездке в этот концлагерь: «Изумительный вид на озеро. Вода в озере холодного тёмно-синего цвета, вокруг озера — лес, он кажется заколдованным, меняется освещение, вспыхивают верхушки сосен, и зеркальное озеро становится огненным. Тишина и удивительно красиво. На обратном пути проезжаем торфоразработки. Вечером слушали концерт. Угощали нас соловецкой селёдочкой, она небольшая, но поразительно нежная и вкусная, тает во рту».
В 1932 году семья вернулась в Москву.
11 мая 1934 года её муж умер после воспаления лёгких, причиной которого, по некоторым сведениям, стало то, что помощник и секретарь Горького Пётр Крючков Максима крепко напоил и 2 мая 1934 года «забыл» на скамейке.

### Генрих Ягода
Истинная природа её отношений с Генрихом Ягодой является недоказанной.
В 1938 году обвинение в убийстве сына Горького (как и самого Горького) было предъявлено на Третьем Московском процессе Г. Г. Ягоде и П. П. Крючкову. Ягода признал себя виновным и утверждал, что делал это из «личных соображений» — влюблённости в жену Максима, которая после смерти мужа была некоторое время его любовницей. Ягода и Крючков были расстреляны.
Крючков рассказывал в своих показаниях: «…сторона линии Ягоды в доме Горького заключалась в стремлении быть постоянно в курсе того, о чём говорят члены Политбюро, бывающие у Горького. Проще говоря, Ягода в своих целях практиковал внутреннюю слежку за членами Политбюро. Обычно он на эти встречи не приглашался. Роль такого рода информаторов Ягоды играли, в частности, я и Тимоша. Как правило, каждый раз, как только члены Политбюро уезжали от Горького, Ягода в тот же день или на следующий приезжал или звонил мне по телефону, спрашивая: „Были? Уехали? О чём говорили? За ужином говорили? О нас говорили? Что именно?“».
Неизвестно, соответствует ли действительности обвинение в любовной связи: Ходасевич (хорошо знавший Максима и Крючкова) и многие современные исследователи находят это вполне правдоподобным. Владислав Ходасевич пишет:
«Жена Максима, Надежда Алексеевна, по домашнему прозвищу Тимоша, была очень хороша собой. Ягода обратил на неё внимание. Не знаю, когда именно она уступила его домогательствам. В ту пору, когда я наблюдал её каждодневно, её поведение было совершенно безупречно».

Жена Алексея Толстого, Крандиевская, вспоминала сцены на горьковской даче: «По ступенькам поднимался из сада на веранду небольшого роста лысый человек в военной форме. Его дача находилась недалеко от Горок. Он приезжал почти каждое утро на полчаса к утреннему кофе, оставляя машину у задней стороны дома, проходя к веранде по саду. Он был влюблён в Тимошу, добивался взаимности, говорил ей: „Вы меня ещё не знаете, я всё могу“. Растерянная Тимоша жаловалась…»— 

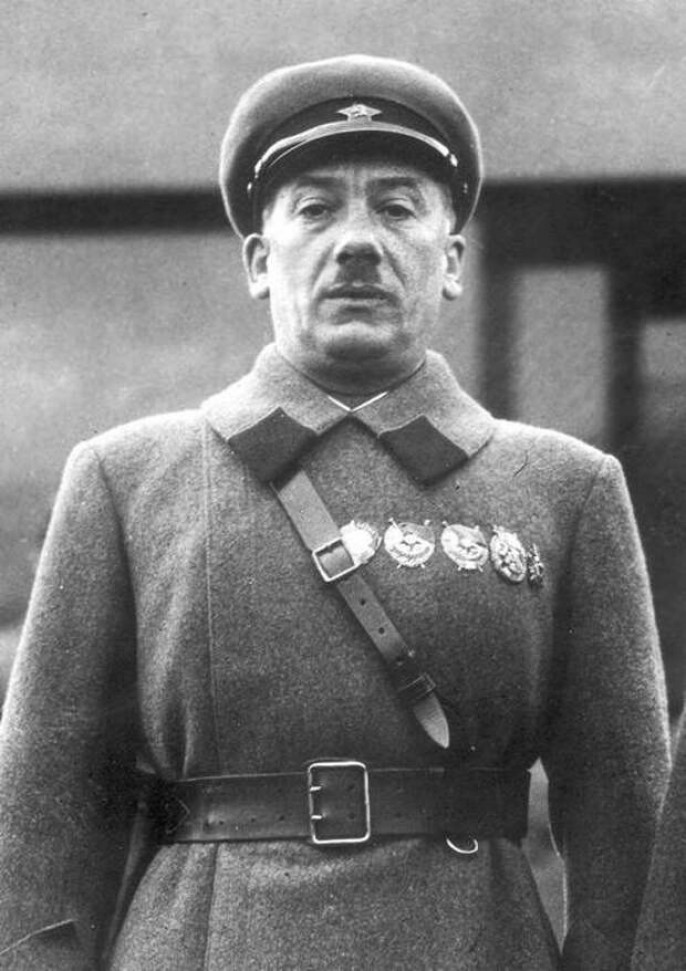
Ягода в 1936

Валентина Ходасевич рассказывала, что после смерти сына для Горького была организована поездка по Волге, чтобы отвлечься, и Ягода организовал себе каюту рядом с каютой Тимоши. Она резко и категорически отказалась от такого соседства, в итоге Ягода предпочёл вообще остаться на берегу.
По свидетельству наседки Ягоды, в камере тот очень беспокоился и спрашивал о своей жене — и о Тимоше. В книге Г. Герлинга-Грудзинского «Семь смертей Максима Горького» говорится, что никаких оснований верить обвинительному акту нет.
Также озвучивалась её связь с известным маршалом:

Тухачевский вступил в связь с любвеобильной «Тимошей» (так звали её близкие) с намерением использовать её для своих целей — в том числе и для негласной связи с Ягодой, но быстро в ней разочаровался. (…) Лидия Норд (Северная), сумевшая эмигрировать во Францию и написавшая там воспоминания о Тухачевском, оставила интересную зарисовку беседы маршала, снятого с должности зам. наркома, и его близкого друга Гамарника, начальника Политуправления РККА (…) «Бабы тебя сильно подвели — эта твоя блондинка, Шурочка. И „весёлая вдова“ — Тимоша Пешкова». — «Со Скоблиной я уже несколько лет тому назад порвал, — ответил Тухачевский, — а за Надеждой Алексеевной больше ухаживал Ягода, чем я».— 
Заметное место занимает Тимоша и в позднем периоде жизни А. Н. Толстого. «Именно ей и двум её дочерям, внучкам Горького Марфе и Дарье, читал А.Н.Толстой историю про плохо воспитанного мальчика с длинным носом и девочку с голубыми волосами. Тимоша была не слишком на неё похожа — простосердечная, кроткая, неизбалованная и в семейной жизни несчастливая. Познакомившись с ней ещё в Сорренто в 1932 году („С Тимошей — по узким ступенчатым улицам“), Толстой потерял голову (…). И когда весной 1934 года умер муж Тимоши Максим, действия Толстого сделались особенно решительными, а намерения - очевидными, что и имел в виду Тимошин свёкор, иронически призывая Толстого ограничить все формы духовного общения с чужеродными женщинами общением с единой и собственной женой. Жаловалась ли Тимоша Наталье Васильевне [Крандиевской] на настойчивые ухаживания со стороны её мужа — вопрос открытый, но взаимностью Толстому она не отвечала, хотя вместе их иногда видели. (…) Граф был настроен серьёзно, и невестка Горького была для него не просто увлечением. После без малого двадцати лет совместной жизни с Крандиевской он твёрдо собирался сменить жену…».
Вяч. Вс. Иванов писал о Тимоше:
«Я видел каждого из её мужей (или друзей — не со всеми она успевала расписаться) после Макса. Их всех арестовывали». Биограф Толстого добавляет: «Толстой мог пополнить этот ряд. Но его вовремя предупредили». По рассказу Ираклия Андроникова Иванову — «ему объяснили, что этого делать нельзя». Вывод биографа — эпоха мифологизировалась, и понять, отстал ли Толстой от Тимоши потому, что ему так велели, или же она сама решительно отвергла его, доподлинно неизвестно. Известно точно одно: он страдал. Он уезжал за границу вслед за Пешковой, вернувшись, был мрачен и засел за работу. И тогда Крандиевская ушла из дома сама (август 1935 года) с воспитательной целью, но секретарша Людмила стремительно заняла опустевшее место и стала следующей женой писателя.
По утверждению дочери Марфы: «Все разговоры, что за мамой ухаживал Ягода, просто домыслы. Его посылал сам Сталин. Ему хотелось, чтобы мама о нём хорошо думала, и Ягода должен был её подготовить… Сталин положил на неё глаз ещё тогда, когда впервые привёз к нам Светлану. Он всегда приезжал с цветами. Но мама в очередной их разговор на даче твёрдо сказала „нет“. После этого всех, кто приближался к маме, сажали».

### Вдова
После смерти мужа, а затем и Горького, осталась жить с его семьёй в особняке С. П. Рябушинского (знаменитом доме Шехтеля) у Никитских ворот. Жила и в районе деревни Неприе на Селигере.

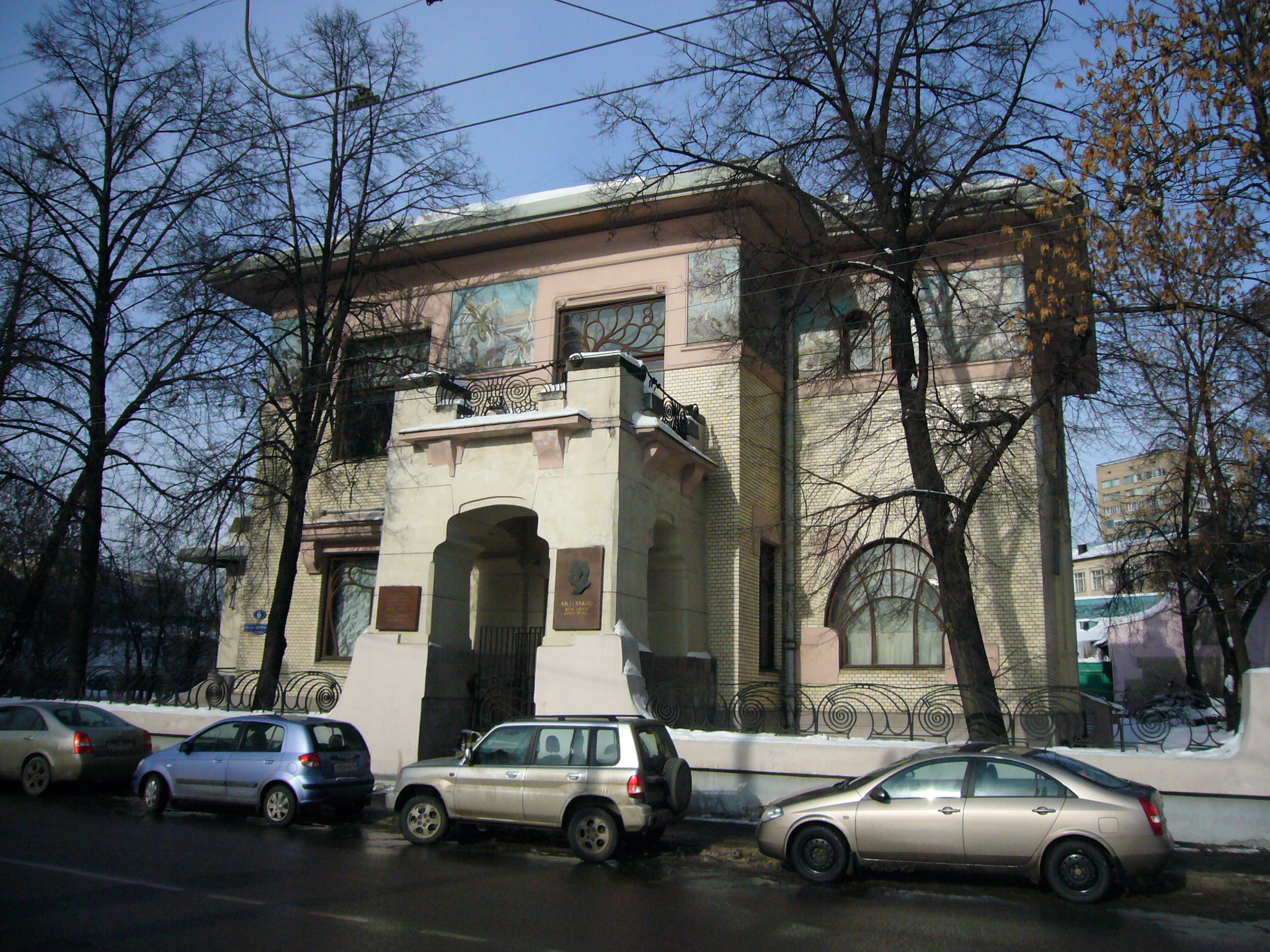
Особняк С. П. Рябушинского — место проживания семьи Горького в Москве

Накануне Великой Отечественной войны Надежда собралась выйти замуж за академика И. К. Луппола, директора Института мировой литературы. С ним она познакомилась, когда устраивала Музей-квартиру А. М. Горького в Москве, которым он тоже занимался. По указанию дочерей Тимоши это был первый ей близкий человек после смерти мужа. В доме он у них не бывал, они просто встречались. Луппол пригласил её в Тбилиси на торжества по случаю юбилея Шота Руставели, после чего они поехали отдохнуть в Дом писателей под Тбилиси — Сагурамо, где его и арестовали. В Москву она вернулась уже одна, и хлопоты ей не помогли. Он был репрессирован и умер в 1943 году. «От жалкой участи „чесира“ (члена семьи изменника Родины) её избавила свекровь Екатерина Пешкова и давняя дружба с деятелями на Лубянке».
После войны с ней жил архитектор Мирон Мержанов (вероятно, в промежутке между 1948 годом (предыдущим своим арестом) и 1951 г.; по другим указаниям, в 1946 году — однако это не совпадает с его биографическими данными). Арестован он был прямо в доме Тимоши, на глазах её дочери.
В 1953 году не состоялся её брак с инженером Владимиром Ф. Поповым, бывшим мужем одной из дочерей Калинина — по аналогичной причине.

Её дочь Дарья рассказывала: «После смерти отца и деда любой мужчина, который приближался к ней, был обречён. (…) Мать при этом не трогали, зато вокруг неё оставляли „выжженную землю“. У мамы была приятельница, которая была вхожа в высшие круги власти, и перед самой смертью, уже в наше время она рассказала, что Сталин сам имел виды на мать и предлагал ей соединить судьбы (он действительно часто приезжал к Горькому в Горки, и всегда с букетом цветов). И потому убивал любого, кто к ней приближался. Но я бы не исключала мотив мести Горькому за его вроде бы предательство. Ну и к тому же, о Ленине Горький написал книгу, а всё-таки о Сталине — нет». А вторая дочь, Марфа, добавляет: «Первым был И. К. Луппол… Уже после войны у мамы появился Мирон Мержанов, известный архитектор. Его тоже арестовали. Потом настал черед Владимира Попова, который очень помогал маме. После этого она сказала: „Больше ни один одинокий мужчина не войдёт в мой дом“».

Во время войны была в эвакуации в Ташкенте, где работала в госпитале и встретилась с братом Дмитрием (3 января 1887 — 11 сентября 1956), известным врачом. Сначала в Ташкент, к её сестре, отправили девочек Дарью и Марфу, потом туда приехала сама Тимоша и её свекровь Екатерина Пешкова.
В свои приезды в Россию у неё останавливалась Мура Будберг, которую она вместе со свекровью вскоре после смерти Максима Пешкова навестила в Лондоне, убедив привезти архив.
Илья Глазунов, описывая свой визит в дом Горьких в 1957 году, упоминает, что спутником жизни Надежды тогда был «друг» по имени «Александр Александрович».
Жила в особняке Рябушинского (архитектор Ф. О. Шехтель) до 1965 года, последние 20 лет из них посвятила созданию музея Горького, возникшему практически на её энтузиазме.
Умерла в Москве 10 января 1971 года, похоронена на Новодевичьем кладбище рядом с мужем Максимом и свекровью (2-й участок, 22 ряд).

## Художница

Н. А. Пешкова. Портрет Прасковьи Тихоновны Кориной в чувашском наряде. — 1937 г.

Была членом союза художников СССР. Учиться живописи начала в Италии вместе с мужем, в творческой обстановке горьковского особняка, где отдыхали и художник Валентина Ходасевич, и Бенуа.
Её любимым жанром был портрет. Изображения Горького и его друзей кисти Пешковой украшают стены музеев Горького в Москве, Н. Новгороде, Казани и проч. Выставка картин Пешковой была устроена на Патриарших прудах. Там были портреты М. Ф. Андреевой, Н. Е. Буринина, Ф. Раневской, И. Вольнова, Л. Толстой, Л. Тихонова, Вс. Иванова.
Павел Корин не только написал её портрет (см. ниже), но и давал ей уроки. «Надежда Алексеевна нашла в Корине ценителя её художественного дарования — под его руководством Пешкова с увлечением занималась живописью. В 1937 году она написала портрет с Прасковьи Тихоновны [жены Корина] в чувашском наряде, хранящийся ныне в Чебоксарах в Чувашском государственном художественном музее. Портрет приобретён у Марфы Максимовны — дочери Н. А. Пешковой — в 1976 году».
Лётчик М. М. Громов вспоминал: «Надежда Алексеевна была обаятельной, очень женственной и интересной, женщиной высокой культуры. В её доме часто собиралось очень интересное общество: писатели, художники, артисты, музыканты… Она всегда была окружёна передовыми людьми нашего искусства и науки. Особенно близок к их семье был Павел Дмитриевич Корин, которому в своё время покровительствовал Максим Горький. Сама Надежда Алексеевна тоже была художницей. Как-то она написала портрет моей жены в костюме амазонки. Портрет был настолько удачно написан, что был показан на одной из выставок московских художников в Центральном выставочном зале города Москвы. Их общество было всегда интересно и, главное, многообразно и содержательно. К тому же мы были соседями по даче, и это обстоятельство также сближало и способствовало частым встречам. Непринуждённые разговоры у камина в зимние вечера вносили в жизнь много прекрасного и вспоминаются до сих пор».
28 мая 2004 г. в Аукционном Доме «Гелос» прошли торги по коллекции книг из личной библиотеки Н. А. Пешковой.

### Портрет Корина
Портрет Пешковой работы знаменитого советского портретиста Павла Корина — один из немногих женских портретов, созданных художником (1940, ГТГ, Дом-музей П. Д. Корина, холст, масло. 140 х 126 см. Слева внизу подпись: «Павел Корин 1940». Поступил в 1945 от МЗК; приобретён у автора. (27769). Подготовительные работы к портрету находятся в ГТГ, см. кат. N 116—121).
С Горькими Корина связывали важные отношения. Максим Горький, прослышав о молодом художнике, посетил его мастерскую и долго рассматривал этюды будущей картины «Реквием». Именно Горький и предложил тогда дать ей другое название — «Русь уходящая», которое стало «прикрытием» для проправославного сюжета. Тогда же, в 1931 году, Корин познакомился с Тимошей — на следующий день после визита в мастерскую Горький пригласил Корина и его брата в свой дом на Малую Никитскую. «Здесь Корин и встретился с Н. А. Пешковой. Художник был поражён её красотой, её разносторонними духовными интересами. Н. А. Пешкова проявляла глубокий интерес к искусству, сама занималась живописью. Возможно, тогда и возникло у Корина решение написать её портрет. Первая зарисовка к будущему портрету Н. А. Пешковой помечена декабрём 1934 года и была сделана в Крыму (Тессели). В 1935 году Надежда Алексеевна вместе с Павлом Кориным отправилась в заграничную поездку, они осматривали художественные сокровища Парижа и Лондона. Затем Корин делал эскизы в Горках под Москвой (сентябрь, 1936). И ещё было множество зарисовок, прежде чем художник пришёл к окончательной композиции портрета и нашёл естественное положение фигуры, рук, окружающих предметов». Два с половиной месяца братья Корины жили у Алексея Максимовича Горького в Сорренто. Здесь П. Д. Корин написал с него портрет.
Портрет Пешковой в 1940 году вышел у художника после работы над портретом Алексея Толстого, который после смерти Горького отстоял попавшего в опалу Корина и не дал его выгнать из мастерской. К работе над портретом Тимоши он готовился много лет. «П. Д. Корин рисовал Пешкову множество раз. От рисунка к рисунку приближался художник к той композиции, которая легла в основу прекрасного портрета Н. А. Пешковой. „В тёмном платье, с книгой в руке она сидит, закинув ногу на ногу, в старинном кресле с резными золочёными ручками. Взгляд её задумчив и грустен — вся непростая её судьба читается в этом взгляде“, — так описал портрет С. Н. Разгонов. Если не считать этюдов монахинь к „Руси уходящей“, это единственный женский портрет Корина — самый лиричный, и в то же время романтичный, светлый по строю чувств, по изысканности цвета и светотени».
По композиции портрет напоминает картину кисти Ильи Репина, изображающую Марию Фёдоровну Андрееву — вторую жену Максима Горького, «свекровь» Тимоши (1905, Национальный художественный музей республики Беларусь).

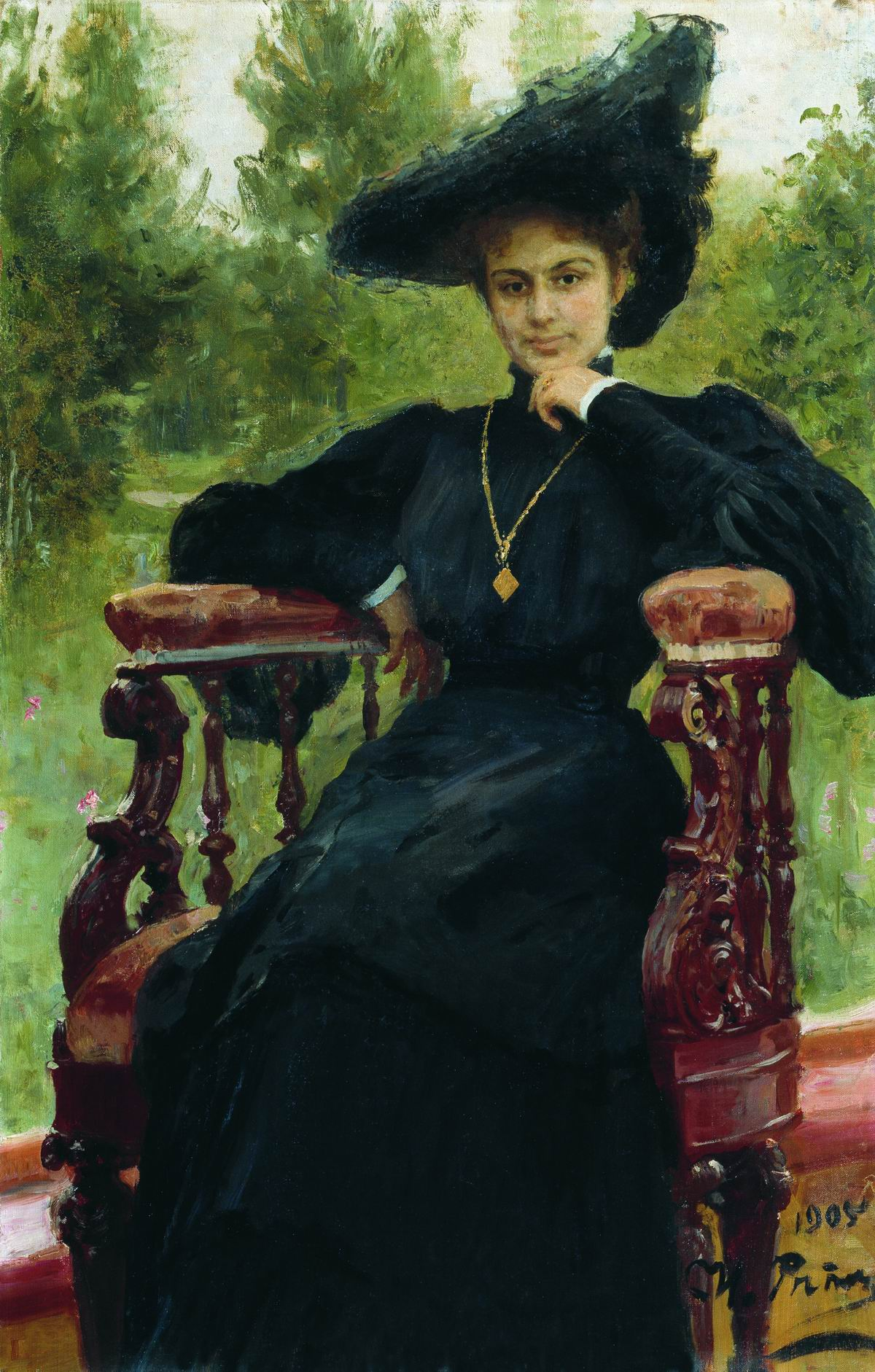
Илья Репин. «Портрет М. Ф. Андреевой»

## В культуре
портреты:
- Борис Григорьев. «Материнство» (Портрет Н. Пешковой с дочерью)[28].
- Валентина Ходасевич[29].
- Павел Корин (1940).
- скульптура работы С. Т. Конёнкова из «пешковского цикла»: сама Надежда, её дочь «Марфинька» и внучка Нина[30].

кино:
- Документальный фильм: «Надежда Пешкова (Тимоша). Московские красавицы». (2003) Архивная копия от 7 марта 2016 на Wayback Machine.

## Семья Горького
1. Первая жена — Екатерина Павловна Пешкова, развод официально не оформлялся[31].
  1. сын — Максим Алексеевич Пешков (жена Пешкова, Надежда Алексеевна («Тимоша»)
    1. внучка — Пешкова, Марфа Максимовна (1925-2021), (муж Берия, Серго Лаврентьевич). Получила филологическое образование, была хранителем библиотеки деда, работала научным сотрудником Института мировой литературы и музея Максима Горького.
      1. правнуки — Нина (художник) и Надежда (искусствовед), сын Сергей (научный сотрудник института радиоэлектроники, проживает в Киеве). Взяли фамилию «Пешков» из-за судьбы Берии
        1. праправнуки — Мария (дочь Нины), Ксения и Алексей (дети Надежды)

    2. внучка — Пешкова, Дарья Максимовна (1927-2023) + Граве, Александр Константинович
      1. правнуки — Пешков, Максим Александрович, посол в Ирландии, и Екатерина[32], театральная актриса (взяли фамилию Пешков)
        1. праправнуки — Максим Максимович Пешков (сын Максима), Алексей и Тимофей Евгеньевичи Пешковы (сыновья Екатерины)[33]
          1. прапраправнуки — Максим и Марк (сыновья Максима), Марк и Никита (сыновья Тимофея)
2. Мария Фёдоровна Андреева (1868—1953; брак не зарегистрирован)
3. Многолетняя спутница жизни — Будберг, Мария Игнатьевна

- Брат Надежды Алексеевны Пешковой — Введенский, Дмитрий Алексеевич (03.01.1887. — 11.09.1956.) — известный ташкентский врач. Всего у неё было 5 сестёр и 4 брата[8].
- Лётчик М. М. Громов указывает на их дальнюю родственную связь: «сестра Надежды Алексеевны — Вера Алексеевна была замужем за моим двоюродным дядей — Михаилом Яковлевичем Громовым»[26].